# Antonio Barrios (Politiker)

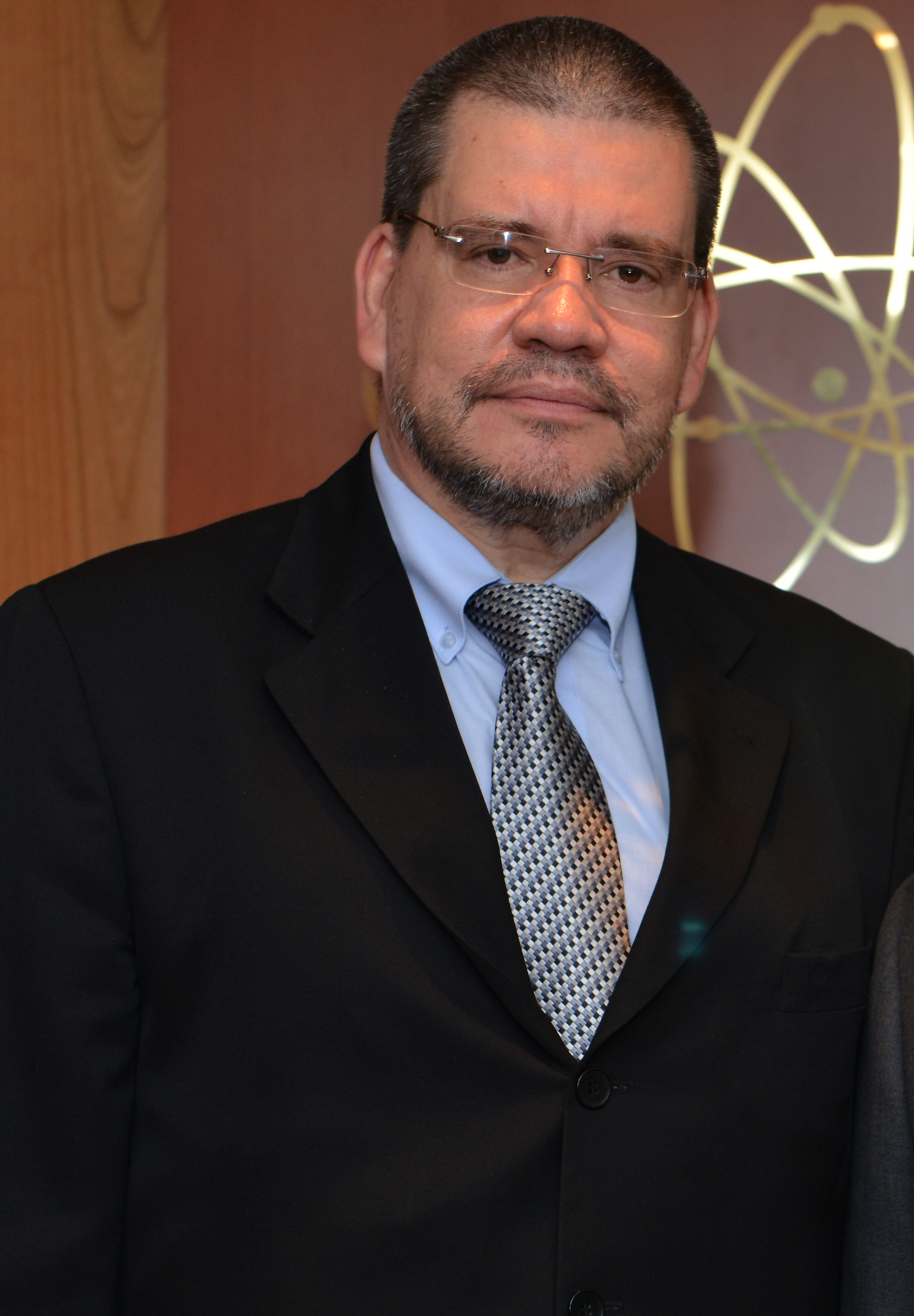
Antonio Barrios (2014).

Antonio Carlos Barrios Fernández (* 30. März 1957 in Asunción) ist ein paraguayischer Arzt und Politiker des Asociación Nacional Republicana-Partido Colorado ANR-PC, der unter anderem zwischen 2013 und 2018 Minister für Volksgesundheit und Soziales sowie seit 2018 Mitglied des Senats (Senado) ist.

## Leben

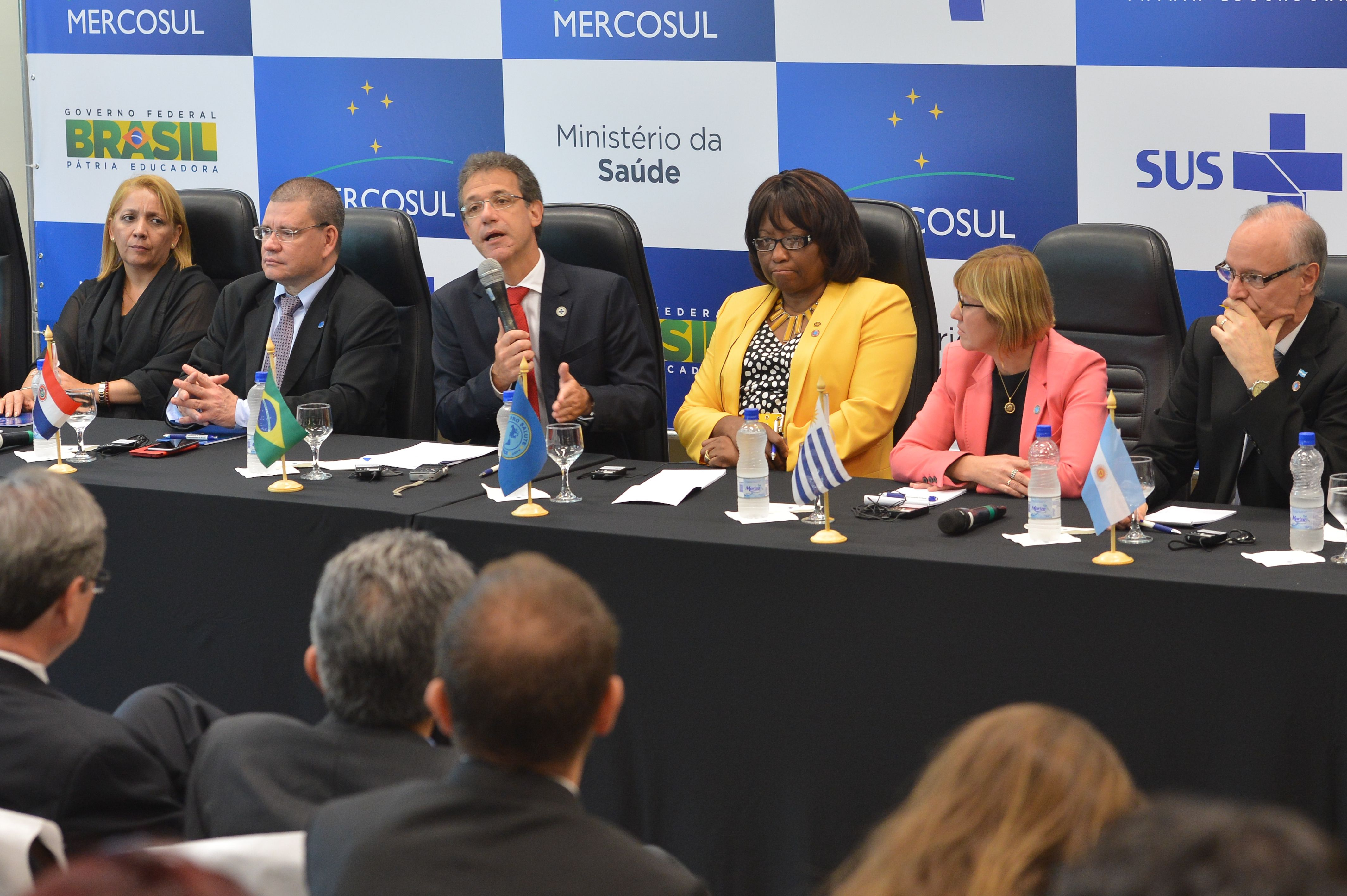
Antonio Barrios (2.v.l.) bei einer Konferenz der Gesundheitsminister des Mercosur (2015).

Antonio Carlos Barrios Fernández absolvierte nach dem Schulbesuch zunächst ein grundständiges Studium am Colegio Cristo Rey in Asuncíon, welches er mit einem Bachelor (Bachiller en Ciencias y Letras) beendete. Ein darauf folgendes Studium der Medizin an der Fakultät für Medizin der Universidad Nacional de Asunción UNA schloss er 1980 mit einem Doktor der Medizin und Chirurgie (Doctor en Medicina y Cirugía). Nach einer Fortbildung als Facharzt für Pädiatrie und Neonatologie war er zwischen 1983 und 2003 als Chefarzt für Neonatologie sowie zeitgleich als Chefarzt für Neugeborenentherapie am Polizeikrankenhaus Hospital Policial Rigoberto Caballero. Daneben war er von 1985 bis 2000 angestellter Arzt im Sanatorio Cruz Blanca sowie des Weiteren vom 30. Juni 2003 bis Januar 2008 Mitglied des Verwaltungsrates des Instituto de Previsión Social, des Instituts für Nationale Wohlfahrt. Danach war er zwischen Januar und August 2008 Vize-Minister für Volksgesundheit und Soziales sowie von August 2008 bis August 2013 leitender medizinischer Berater der Vertretung des Bundes für Produktion, Industrie und Handel FEPRINCO (Federación de la Producción, la Industria y el Comercio) beim Vorstand des Instituts für Sozialfürsorge.
Am 16. August 2013 wurde Barrios von Staatspräsident Horacio Cartes als Minister für Volksgesundheit und Soziales (Ministro de Salud Pública y Bienestar Social) in dessen Regierung berufen und bekleidete das Ministeramt bis Januar 2018, woraufhin Carlos Ignacio Morínigo Aguilera ihn ablöste. Er fungierte zugleich zwischen 2014 und 2015 bei der Panamerikanischen Gesundheitsorganisation OPS (Organización Panamericana de la Salud) in Washington, D.C. als Vorsitzender der Arbeitsgruppe zur Entwicklung einer Strategie für universellen Zugang und universelle Gesundheitsversorgung in der Region Amerikas und war 2015 auch Präsident des Exekutivkomitees der OPS sowie im September 2017 auch als Präsident der Panamerikanischen Gesundheitskonferenz.
Bei der Parlamentswahl am 22. April 2018 wurde Barrios für den Asociación Nacional Republicana-Partido Colorado ANR-PC zum Mitglied des Senats (Senado) gewählt. Im Senat ist er Vorsitzender der zum ANR-PC gehörenden Faktion Bloque B. Daneben war er zwischen 2018 und 2021 Präsident des Ausschusses für öffentliche Gesundheit und soziale Sicherheit (Comisión de Salud Pública y Seguridad Socia) sowie von 2018 bis 2019 Vizepräsident des Ausschusses für auswärtige Beziehungen und internationale Angelegenheiten (Comisión de Relaciones Exteriores y Asuntos Internacionales), zwischen 2018 und 2020 Vizepräsident des Ausschusses für Rechte von Menschen mit Behinderungen (Comisión de Derechos para las Personas con Discapacidad) sowie von 2021 bis 2023 Vizepräsident des Ausschusses für öffentliche Gesundheit und soziale Sicherheit.